# Yorkshire Wolds Way
Der Yorkshire Wolds Way ist ein Wanderweg in England. Er wurde am 2. Oktober 1982 als National Trail im Land eingeweiht und führt von Hessle bei Hull in East Riding of Yorkshire nach Norden und Nordosten über die Yorkshire Wolds bis nach Filey, einer Kleinstadt an der Nordseeküste in North Yorkshire. Der Weg ist 127 km lang.

## Fotografien

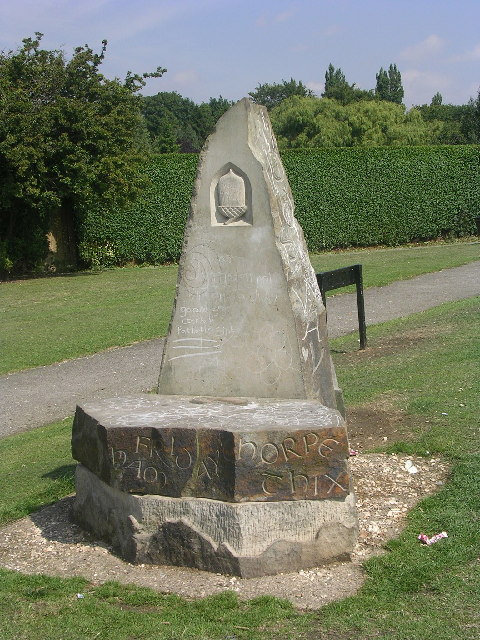
Markierung für den Startpunkt
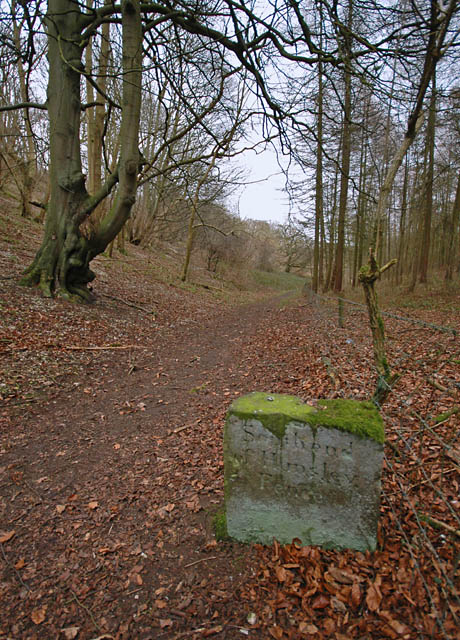
Weg und Grenzstein in East Dale
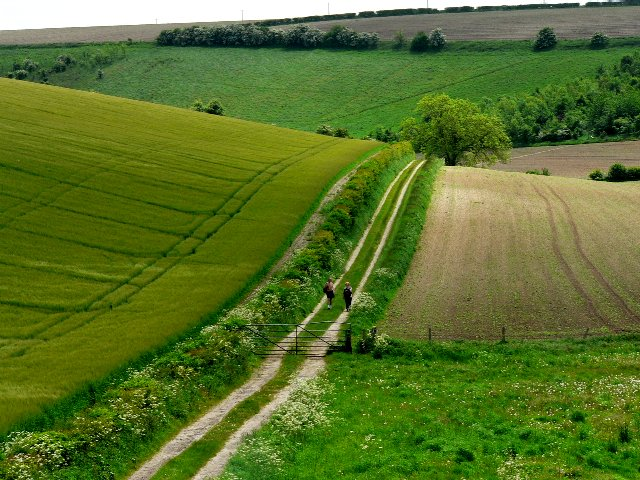
Weg bei North Newbald
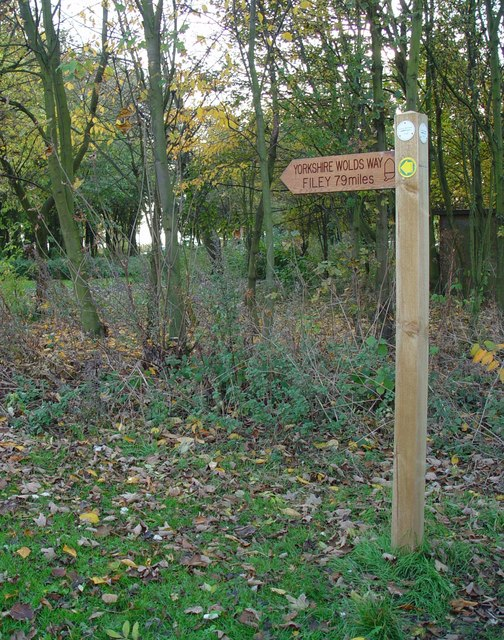
Wegweiser